# إيزابيل أورتونيو
إيزابيل أورتونيو (بالإسبانية: Isabel Ortuño) مواليد 16 مارس 1982 في إلدا، إسبانيا، هي لاعبة كرة يد إسبانية. مثلت منتخب إسبانيا لكرة اليد للسيدات. شاركت في دورة الألعاب الأولمبية الصيفية سنة 2004.

## روابط خارجية
- إيزابيل أورتونيو على موقع أوليمبيديا (الإنجليزية)